# Churchill Cup 2004
La Churchill Cup del 2004 fue la segunda edición de la competencia de rugby hoy extinta.
Comenzó el 12 de junio y finalizó una semana después, el 19 de junio. Los invitados New Zealand Māori se consagraron campeones al vencer a los ingleses en la final.

## Modo de disputa
El torneo se disputó con el sistema de eliminación directa a una vuelta. Cada partido dura 80 minutos divididos en dos partes de 40.
Los ganadores de las dos semifinales disputaron la final por el título y los perdedores un partido por el tercer puesto.

## Equipos participantes
| Canadá  | Estados Unidos | Inglaterra A | New Zealand Māori |
| ------- | -------------- | ------------ | ----------------- |
| Canucks | Águilas        | Inglaterra A | New Zealand Māori |

## Resultados
Semifinal 1
| 12 de junio de 2004 | Estados Unidos | 31 – 69 | New Zealand Māori | Calgary, |  |
|                     |                | Reporte |                   |          |  |

Semifinal 2
| 13 de junio de 2004 | Canadá | 23 – 48 | Inglaterra A | Calgary, |  |
|                     |        | Reporte |              |          |  |

Tercer y cuarto puesto
| 19 de junio de 2004 | Canadá | 32 – 29 | Estados Unidos | Estadio de la Mancomunidad, Edmonton, |  |
|                     |        | Reporte |                |                                       |  |

## Final
| 19 de junio de 2004 | Inglaterra A | 19 – 26 | New Zealand Māori | Estadio de la Mancomunidad, Edmonton, |  |
|                     |              | Reporte |                   |                                       |  |